# Auguste Vaillant
Auguste Valliant (Mézières, 1861 – Paris, 5 de fevereiro de 1894) foi um anarquista francês que se tornou internacionalmente notório no fim do século XIX por ser o autor de um atentado à bomba à Câmara de Deputados Francesa em 9 de Dezembro de 1893.

## Biografia

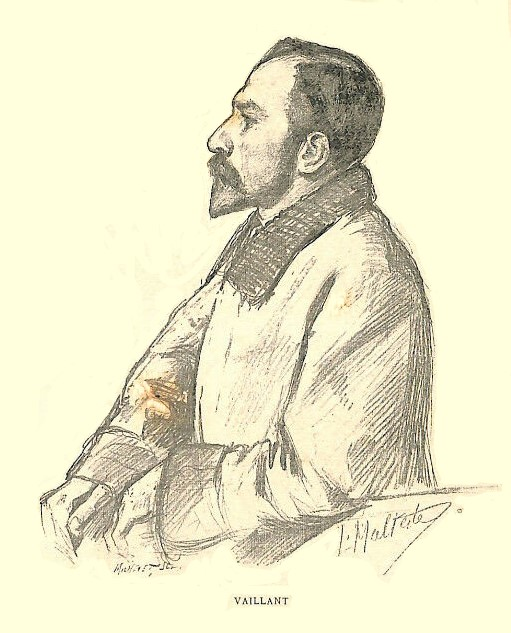
Desenho de Auguste Vaillant de perfil.

Nascido nas Ardenas em 1861, Vaillant teve uma infância miserável. Aos doze anos já vivia sozinho em Paris, onde foi posteriormente condenado por pequenos delitos: Aos treze por pegar um trem sem um bilhete, e ao dezessete anos por roubar comida, por tais crimes passou seis dias na cadeia.
Trabalhou em diversos empregos manuais temporariamente na qualidade de aprendiz e desenvolveu uma paixão por astronomia e filosofia. Preocupado com a miséria dos habitantes pobres de Paris na qual se incluía, Vaillant foi seduzido pelos círculos anarquistas e começou a frequentar alguns destes grupos. Casou-se e viveu em meio à pobreza com sua esposa e sua filha Sidonie, que após sua morte seria adotada por Sébastien Faure.
Em certo momento de sua vida decidiu abandonar Paris para tentar a sorte na Argentina, na região do Chaco, onde a realidade não se mostrou menos hostil. Depois de três anos no exterior, Vaillant retornou a França onde conseguiu apenas sub-empregos casuais mal conseguindo sustentar sua família.

### Interesse pela Anarquia

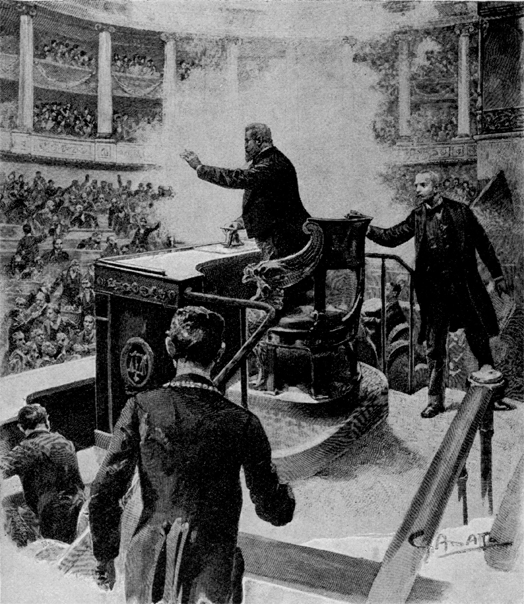
Desenho de reconstituição do Atentado publicado no Petit Parisiensi.

Tornou-se um militante das "campanhas" anarquistas, e frequentemente defendia a propaganda pelo Ato, que poderia se resumir a uma estratégia de ataque que serviria de inspiração para outros ataques. As ondas de atentados terroristas executadas por anarquistas estavam se multiplicando na França entre os anos 1892 e 1894 por meio da iniciativa de vários ativistas entre estes Ravachol, Sante Caserio e Émile Henry. Suas ações visavam atacar a burguesia e o estado nacional, considerados por eles como responsáveis pela miséria e pela crise econômica vigente, e os principais culpados pela desigualdade e exploração das classes subalternas.

### Atentados

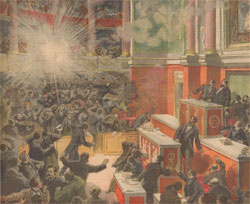
A explosão da Câmara dos Deputados, pintada pelo artista Derroir.

Esse contexto de injustiça social motivou Auguste Vaillant a exigir vingança também pela execução de Ravachol, guilhotinado depois de implantar quatro bombas em Prédios Públicos parisienses bem como em um grande restaurante. Vaillant esperava também conseguir denunciar a repressão do governo de Jean Casimir Perier contra trabalhadores e anarquistas.
A ação de Vaillant aconteceu no dia 9 de dezembro de 1893. Por volta das 16 horas, ele lançou uma bomba de grande impacto na Câmara dos deputados do Palácio Bourbon em uma sessão presidida por Charles Dupuy. Esta era uma bomba carregada de pregos, pedaços de zinco que foi lançada sobre os deputados e espectadores que assistiam às deliberações. Cinquenta pessoas saíram feridas, incluindo o próprio Vaillant que teve seu nariz arrancado.
Um artigo no Le Fígaro de 10 de Dezembro de 1893, descreve a cena: 
A bomba foi lançada do segundo fórum público localizado à direita do palestrante da Casa na segunda galeria superior, e explodiu na altura da galeria de baixo, arrebentando num vórtice gigantesco tudo com o qual fora de encontro. Diversos deputados foram lançados à distância, o abade Lemire foi atirado ao chão atingido por um estilhaço na parte de trás da cabeça abrindo-lhe uma ferida profunda. Outros deputados também foram feridos: MM de Lanjuinais, Leffet, Barão Gerard, Sazenove di Pradine, de Montalembert, Charpentier, Tréveneune. Cercados pela fumaça, se refugiaram nos escritórios em busca de primeiros socorros. Dupuy que presidia a sessão foi atingido na lateral da cabeça por um prego.

### O julgamento

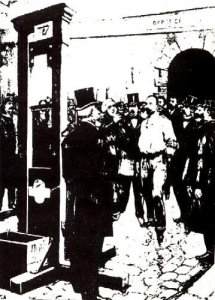
Vaillant caminha de cabeça erguida em direção à guilhotina. Pintura feita sobre foto original.

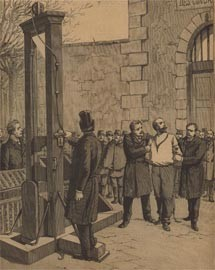
Auguste Vaillant caminha para a guilhotina.

Detido por vinte outras pessoas, Vaillant admitiu naquela mesma noite que ele era o autor da bomba. Em seu julgamento, ele afirmaria que seu gesto tinha a intenção de ferir, e não de matar, este seria o motivo pelo qual ele havia enchido a bomba com pregos, e não com balas.
Antes do veredicto, Vaillant falou diante dos jurados porque recorreu a atos de violência em favor de uma nova sociedade:
Tive pelo menos a satisfação de atingir esta sociedade existente, esta sociedade maldita onde qualquer um pode ver um único homem gastando inutilmente o suficiente para alimentar centenas de famílias; uma sociedade infame que permite a uns poucos indivíduos monopolizar a riqueza social (…) voltei a França onde estava a mim reservado ver minha família sofrer arduamente. Esta foi a última gota no copo da minha tristeza. Cansado de levar esta vida de sofrimento e covardia carreguei esta bomba até aqueles que são os principais responsáveis pela miséria social
Aguste Vaillant foi sentenciado à morte. Apesar da petição lançada a seu favor pelo Abade Lemire — com o apoio de mais 60 deputados —, ferido durante o ataque, e da intervenção de sua filha Sidonie junto à primeira dama, Sadi Carnot, o então presidente da Terceira República Francesa, se recusou a perdoá-lo. Aos 33 anos de idade, no dia 5 de Fevereiro de 1894 Vaillant foi guilhotinado. Antes do momento final gritou:
Vida Longa à Anarquia! Minha morte será vingada!

## Ciclo de revanches
Sua morte foi de fato o estopim para que a revolta se alastrasse entre outros anarquistas que adotariam como hino a canção O Lamento de Vaillant de F. Xan-Neuf e Charles Spencer. Somado às execuções anteriores de tantos outros anarquistas, aos massacres de trabalhadores em manifestações e à truculência do aparato repressor no trato às classes desprivilegiadas, a execução de Vaillant daria origem a uma série de atentados nos próximos anos. 
Em 5 de Fevereiro investigadores de polícia cairiam nas armadilhas mortais preparadas pelo anarquista belga Amédeé Pauwels ao atenderem a um chamado por carta que informava do suposto suicídio de um homem chamado Rabardy em dois quartos de hotéis. Em 12 de Fevereiro de 1894 o jovem Émile Henry lançaria uma bomba no interior de um café frequentado pela elite parisiense. Em 24 de Junho de 1894 o italiano Sante Geronimo Caserio mataria Sadi Carnot, o presidente da República Francesa, com uma única apunhalada no coração, em Lyon.

## A reação estatal
A consequência direta dos atos anarquistas foi a criação de uma série de leis denominadas scélérates (abomináveis) em 1893 e 1894.
- A primeira delas foi aprovada em 12 de Dezembro de 1893 e estava relacionada a uma reestruturação da segurança geral. Providenciava a criação de uma nova classe de infrações que incluía a Propaganda pelo Ato e a glorificação do crime. Esta lei permitia às autoridades ordenar prisões e ofensivas preventivas.
- A segunda, data de 18 de Dezembro de 1893, e trata do que foi chamado de "sindicato do crime" e de "associações de malfeitores". Seu objetivo é promover duras repressões contra grupos acusados de preparação dos ataques.
- A terceira, adotada em 28 de Julho de 1894 referia-se à liberdade de imprensa. Proibia qualquer forma de propaganda de anarquistas e resultou no banimento e no fechamento de diversos jornais libertários.

As leis scélérates só seriam abolidas quase um século depois, em 23 de Dezembro de 1992.